# Chaîne British Empire
La chaîne British Empire (anglais : British Empire Range) est une chaîne de montagnes de l'Arctique canadien située sur l'île d'Ellesmere. Elle fait partie de la cordillère Arctique. Elle est située en partie dans le parc national Quttinirpaaq.
La chaîne est l'une des plus nordiques du monde. Elle est seulement surpassée par les monts Challenger au nord-ouest et la chaîne United States au nord-est. Le point culminant de la chaîne est le mont Barbeau, qui est considéré comme étant le plus haut sommet de l'Amérique du Nord à l'est des montagnes Rocheuses.
La chaîne de montagnes a été nommé par Gordon Noel Humphreys durant l'Oxford University Ellesmere Land Expedition. Edward Shackleton, un autre membre de la même expédition, dit en 1937 que Humphreys l'a nommée ainsi car il était « un grand impérialiste ».[réf. nécessaire]

## Calottes glaciaires

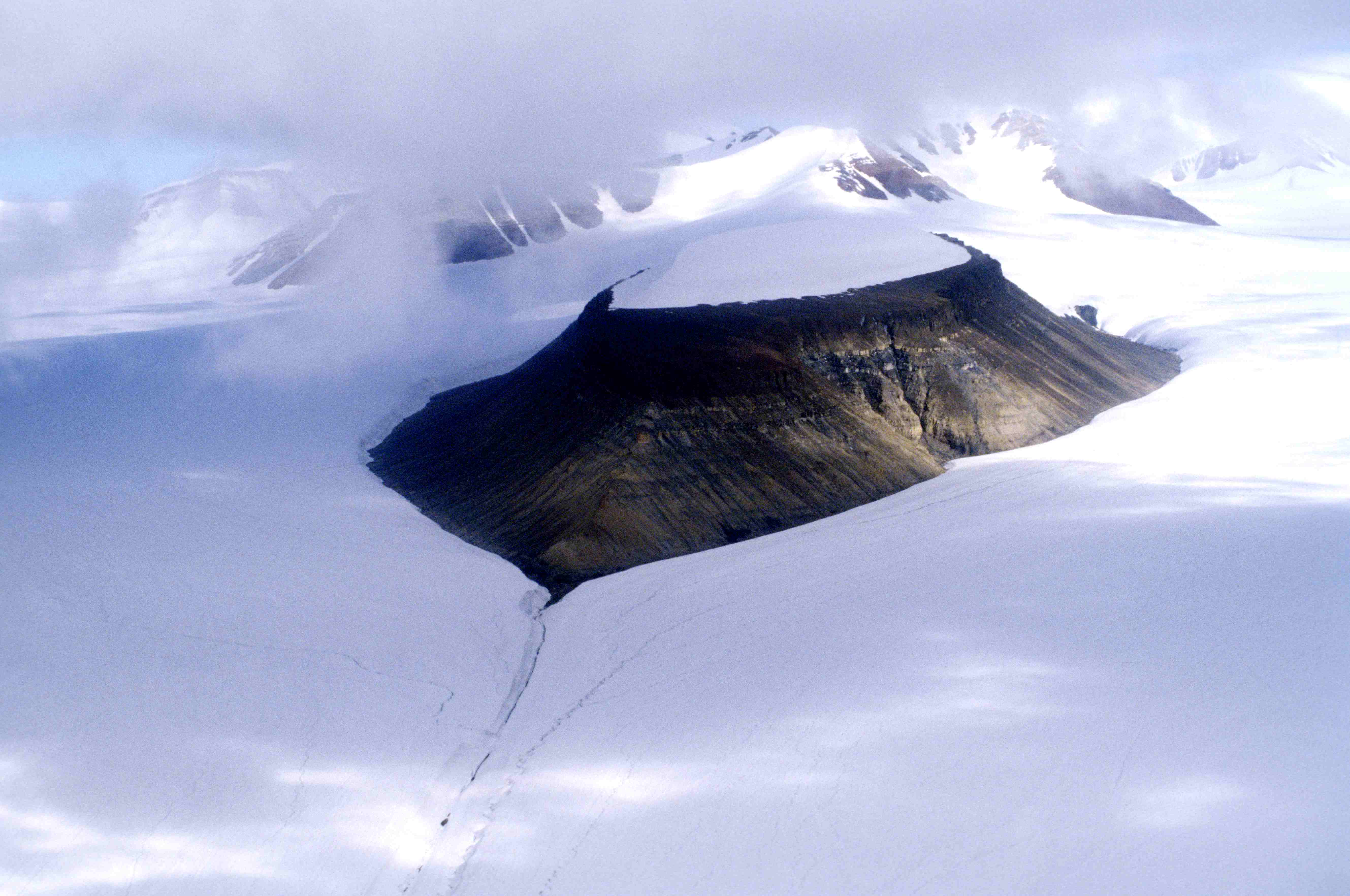
Nunataks dans la chaîne British Empire

Comme pour la totalité des chaînes de montagnes de l'île d'Ellesmere, la chaîne British Empire est recouverte par une calotte glaciaire dès que l'altitude dépasse 1 100 m. Celle-ci peut avoir jusqu'à une épaisseur de 900 m et n'est dépassée que par quelques nunataks qui correspondent aux sommets de la chaîne.

## Sommets de la chaine
| Sommet           | Altitude (m) |
| ---------------- | ------------ |
| Mont Barbeau     | 2 616        |
| Mont Whisler     | 2 500        |
| Mont Arrowhead   | 1 860        |
| Mont Highpointer | 1 585        |